# Jan Pilař
Jan Pilař (ur. 9 września 1917 w Stříbřcu, zm. 19 października 1996 w Pradze) – czeski poeta, tłumacz i krytyk literacki.

## Życiorys
Urodził się 9 września 1917 roku w czeskiej miejscowości Stříbřec. W 1936 roku ukończył gimnazjum w Klatovach i rozpoczął naukę języka czeskiego i francuskiego na Wydziale Filozoficznym Uniwersytetu Karola. W 1939 roku debiutował literacko.
Podczas II wojny światowej, po 17 listopada 1939 roku przez trzy miesiące był więziony w Sachsenhausen w ramach prześladowań studentów. Po powrocie z obozu koncentracyjnego resztę wojny spędził pracując w dziale promocji wydawnictwa rolniczego Novina.
W 1946 roku ukończył studia i uzyskał stopień doktora. Do 1952 roku był zastępcą redaktora naczelnego gazety Lidové noviny. Pracował także w gazecie Literární listy (później gazeta była przez długi czas znana jako Literární noviny). 
Od lat 70. pracował także w Katedrze Literatury Czeskiej i Słowackiej na Wydziale Sztuk Pięknych Uniwersytetu Karola, gdzie w 1980 roku został profesorem nadzwyczajnym literatury porównawczej na podstawie rozprawy habilitacyjnej Moja podróż do poezji polskiej. W 1989 roku przeszedł na emeryturę.
Wielokrotnie publikował teksty w polskich czasopismach. Przez krótki czas na początku swojej twórczości używał pseudonimu Jiří Podhorský. Tłumaczył utwory wielu pisarzy, m.in.: Cypriana Kamila Norwida, Juliana Tuwima, Władysława Broniewskiego, Leopolda Staffa, Krzysztofa Kamila Baczyńskiego, Jarosława Iwaszkiewicza i Konstantego Ildefonsa Gałczyńskiego (był przyjacielem Gałczyńskiego). Jego utwory często były inspirowane przyrodą lub poruszały tematykę społeczno-polityczną.
W 1966 roku otrzymał nagrodę literacką ZAiKS-u dla tłumaczy. W 1967 roku został uznany Zasłużonym Artystą, a w 1985 roku otrzymał tytuł Artysty Narodowego.
Zmarł w 1996 roku w Pradze. 